# وحيد شاوريه
وحيد شاوريه (1890 - 1961) صحفي وكاتب قصصي وشاعر فلسطيني. ولد في بيت جالا قرب القدس وتعلم فيها، ودرس على خليل السكاكيني. هاجر إلى دمشق بعد النكبة 1948 فانكب على الكتابة، وعمل بالصحافة وقد كتب مقالات أدبية ووطنية، وشعر وقصة قصيرة. حرر في صحيفة «المهماز» و«الغد»، و«الأديب». ليس له ديوان ونشر شعره في المجلات. هاجر إلى تشيلي وتوفي بها. 

## سيرته
ولد وحيد شاوريه في بلدة بيت جالا سنة 1308 هـ/ 1890 م ونشأ بها. تعلم فيها أولًا ثم في القدس في كلية النهضة، والمدرسة الدستورية التي أسسها خليل السكاكيني سنة 1908. 

عمل معلمًا لمدة، ثم رحل إلى دمشق بعد النكبة 1948، وهناك عمل في الصحافة مدة ثم هاجر بعدها إلى تشيلي حيث مارس بعض الأعمال الحرة. وهو من مؤسسي الندوة الأدبية العربية فيها.

توفي وحيد شاوريه في سانتياغو سنة 1381 هـ/ 1961 م. 

## شعره
ذكر في معجم البابطين عنه «ما أتيح من شعره قليل: قصيدة واحدة مطولة نسبيًا (48 بيتًا في اثني عشر رباعية، من مجزوء الكامل مختلفة القوافي) عبر من خلالها عن هموم وطنه فلسطين وحلمه في الاستقلال ونيل الحرية، وقد ضمنها حنينه إلى الأهل في القدس ونابلس وبيت جالا، وأرض فلسطين، وعرض من خلالها بالخانعين من مستبيحي الحمى، وبائعي الأوطان، اتسمت لغته بقوة في العبارة، وجهارة في الصوت، ونشاط في الخيال.» 

## مؤلفاته
- «نكبة فلسطين»، مع عارف العارف
- «دراسة عن برنارد شو»
- «المهاجر العربي»

من ترجماته:
- «ثمار الأرض»، لأندريه جيد، عن الإنكليزية.

## وصلات خارجية
- في الأرشيف المجلات